# Максиміліан Рюбель
Максиміліан Рюбель (фр. Maximilien Rubel; 10 жовтня 1905, Чернівці, Австро-Угорщина, нині Україна — 28 лютого 1996, Париж, Франція) — марксистський історик і теоретик лібертарного комунізму.

## Біографія
Максиміліан Рюбель народився в єврейській родині в буковинських Чернівцях, які до 1918 року входили до складу Австро-Угорщини і були в той час великим культурним центром. Вивчаючи філософію і юриспруденцію в університетах Чернівців та Відня, він познайомився з соціалістичними вченнями. У Відні Максиміліан Рюбель потрапив під вплив ідей відомого соціал-демократа Макса Адлера, який продовжував «австромарксистську» традицію заміни революційних гасел програмою національно-культурної автономії і трактував марксизм в неокантіанському руслі, спираючись на категоричному імперативі Імануїла Канта. «Етична» інтерпретація вчення Карла Маркса в дусі Адлера знайшла своє відображення в ранніх працях Максиміліан Рюбеля.
У 1931 році Максиміліан Рюбель вирушив до Франції, щоб продовжити вивчення філософії, соціології і права в Сорбонні. Після закінчення університету в 1934 році він залишився жити у Парижі, де провів усе своє подальше життя. Отримавши французьке громадянство в 1937 році, він почав видавати літературний журнал «Verbe-Cahiers humains». У Франції він також примкнув до кіл радикальної інтелігенції і підтримував іспанських анархістів у роки Громадянської війни в Іспанії. Перед Другою світовою війною Максиміліан Рюбель був призваний до французької армію і надалі брав участь у Русі Опору. Після німецької окупації в 1940 році, не маючи можливості покинути Францію, був змушений ховатися від гестапо через своє єврейське походження та ліві політичні переконання. За час війни Максиміліан Рюбель зі своїми товаришами з невеликої Революційної пролетарської групи займався антифашистською агітацією, поширюючи серед окупаційних солдатів  німецькомовні листівки, що викривали нацизм, німецький і західний імперіалізм.
Зі своїх зустрічей з товаришами по Руху Опору, які називали себе марксистами, Максиміліан Рюбель зробив висновок про некомпетентність і незв'язність їх уявлень про Карла Маркса і «науковий» соціалізм. У складних умовах він взявся за дослідження біографії та праць Маркса, щоб створити цілісне систематизоване уявлення про створення Марксом його теорії. Сам термін «марксологчя» був вперше вжитий для позначення наукового підходу до дослідження життя і спадщини основоположника марксизму саме Рюбелем.
Після війни Максиміліан Рюбель продовжив свої дослідження. В 1946 році він опублікував своє перше видання за Марксом, а в 1954 році здобув ступінь доктора наук у Сорбонні. З 1947 по 1970 роки він також був співробітником Центру соціологічних наук при Національному центрі наукових досліджень, ставши відомим академічним ученим. За час своєї роботи і після виходу на пенсію Рюбель видав значну кількість (понад 80) праць, присвячених Марксу і марксизму, французькою та англійською мовами. В них він поєднував оригінальне і багато в чому неоднозначне прочитання Карла Маркса з суворою науковістю.
В кінці 1940-х — початку 1950-х Максиміліан Рюбель брав участь у дебатах навколо лівої ідеї, виступаючи з різкою критикою сталінізму і листуючись з одним з основоположників «лівого» комунізму нідерландським астрономом Антоном Паннекуком, що викликало різке невдоволення Французької компартії, яка вважала, що Максиміліан Рюбель вносить розкол в ряди лівого руху. Разом з тим, на відміну від більшості інших антиавторитарних критиків сталінізму і СРСР, він ніколи не доходив до захисту капіталізму і характерного для холодної війни антикомунізму.
Маючи намір видати повне зібрання творів Маркса, Максиміліан Рюбель спільно з Томом Боттомором став головним редактором видання окремих творів Карла Маркса і Фрідріха Енгельса англійською мовою, що вийшли під назвою «Карл Маркс: Вибрані твори з соціології та соціальної філософії» (Karl Marx: Selected Writings in Sociology and Social Philosophy). Англійською мовою вийшла також його біографія Маркса «Маркс без міфів» (Marx Without Myth), написана у співавторстві з Маргарет Манал, і праця «Неринковий соціалізм в XIX та XX століттях» (Non-Market Socialism in the 19th & 20th Centuries).
Широку популярність отримав збірник статей Максиміліан Рюбеля, виданий у 1974 році під назвою «Марксова критика марксизму» (Marx critique du marxisme). У ньому він виступає з критикою сучасних «марксизмів» (соціал-демократії, ленінізму, сталінізму, троцькізму), стверджуючи, що Карл Маркс не був «марксистом». Максиміліан Рюбель говорив про те, що найбільш поширені політичні інтерпретації марксистського вчення вступають у суперечність з власними уявленнями Маркса, відмовляючись називати себе марксистом в такому значенні. Щобільше, у свій час він виступив з есе «Маркс — теоретик анархізму», що шокував багатьох правовірних анархістів і марксистів.
Виходячи зі своїх уявлень про звільнення робітничого класу як результату його «саморуху», Максиміліан Рюбель заперечував необхідність централізованої політичної організації пролетаріату. Тому він вважав економічний лад Радянського Союзу не соціалістичним, а державно-капіталістичним, полемізуючи з уявленнями, званими ним «міфом Жовтневої революції». Згідно з позицією Максиміліана Рюбеля, перемога революції 1917 року в Росії була завойована не самим робітничим рухом, а захопила владу політичною партією, і тому стала прелюдією до розвитку капіталізму під керівництвом комуністичної партії, керівники якої нехтують ідеями Маркса.
У своєму аналізі політичної концепції Маркса Максиміліан Рюбель акцентував особливу увагу на працях його раннього, «антропологічного», періоду. Рюбель підкреслював, що в роботах 1840-х років Карл Маркс розглядав гроші і державу як два вирази відчуження і передбачав їх зникнення як вирішальну межу вільного безкласового соціалістичного суспільства, альтернативного капіталізму. У той час як жорстка опозиція Рюбеля щодо інституту держави наближалася до анархістських поглядів, він розглядав механізми прямої демократії (і голосування зокрема) знаряддям емансипації, вважаючи, що соціалісти не повинні відмовлятися від участі у виборах, нехай навіть і в буржуазні органи влади. Зокрема, на президентських виборах 1981 року він підтримував кандидатуру соціаліста Франсуа Міттерана як «менше зло».

## Книги та статті
- Максимильен Рюбель. Маркс против марксизма. М.: НПЦ «Праксис», 2006 г. ISBN 5-901606-08-6
- О книге М. Рюбеля «Маркс против марксизма» [Архівовано 21 травня 2009 у Wayback Machine.]
- М. Рюбель. Ленин как буржуазный революционер [Архівовано 15 серпня 2009 у Wayback Machine.]
- Maximilien Rubel. Karl Marx et le socialisme populiste russe [Архівовано 1 липня 2016 у Wayback Machine.]